# Filip Sidklev
Carl Filip Sidklev, född 12 mars 2005, är en svensk fotbollsmålvakt som spelar för Al Bidda SC. 

## Klubblagskarriär
Filip Sidklev är uppvuxen i Lidingö, strax utanför Stockholm, och började spela fotboll i moderklubben IFK Lidingö. Som 13-åring gjorde han klubbytet till IF Brommapojkarna, där han de följande åren avancerade genom klubbens akademi.
Den 1 augusti 2022 skrev Sidklev på ett tvåårskontrakt med IF Brommapojkarnas A-lag med start den 1 januari 2023. Han tävlingsdebuterade den 20 februari 2023 i en 2–1-förlust mot Örebro SK i Svenska cupen. Den 24 april 2023 gjorde Sidklev allsvensk debut i en 2–0-vinst över Mjällby AIF. Debuten följdes av ytterligare tre hållna nollor i de efterföljande matcherna och i maj förlängde Sidklev sitt kontrakt med IF Brommapojkarna till och med 2026. Han behöll därefter förstaplatsen men petades efter elva raka matcher och ett antal uppmärksammade misstag. Mot slutet av säsongen återtog Sidklev dock förstaplatsen och han noterades för 20 matcher när den allsvenska nykomlingen tvingades till ett negativt kval mot Utsiktens BK.

## Landslagskarriär
Filip Sidklev har representerat Sveriges U19- och U17-landslag.
Debuten kom i en P16-landskamp mot Schweiz den 3 september 2021. Den efterföljande våren var Sidklev med i EM-kvaltruppen som kvalade in till P17-EM 2022 men fick ingen speltid i någon av matcherna. Han togs därefter ut i EM-truppen men var tredjemålvakt, bakom klubbkompisen Elis Bishesari och Casper Andersson, och bevittnade alla matcher från läktaren när Sverige åkte ut i gruppspelet.
Bara månader efter EM-uttåget gjorde Sidklev sin första U19-landskamp när P17-landslaget spelade 1-1 mot Danmark den 27 september 2022.